# Pnoepyga
Pnoepyga Hodgson, 1844 è un genere di uccelli passeriformi asiatici, unico genere della famiglia Pnoepygidae.

## Tassonomia
Il genere Pnoepyga è stato in passato attribuito alternativamente alle famiglie Timaliidae o Sylviidae. Un'analisi filogenetica del 2009 ha smentito l'appartenenza alle suddette famiglie, suggerendone la collocazione in una famiglia a sé stante (Pnoepygidae).
Comprende le seguenti specie:
- Pnoepyga albiventer (Hodgson, 1837) -
- Pnoepyga mutica Thayer & Bangs, 1912 -
- Pnoepyga formosana Ingram, 1909 -
- Pnoepyga immaculata Martens & Eck, 1991 -
- Pnoepyga pusilla Hodgson, 1845 -

## Distribuzione e habitat
Il genere è diffuso in India, Nepal, Birmania, Cina meridionale e Vietnam.